# Friedrich Simony
Pour les articles homonymes, voir Simony.
Friedrich Simony, né le 30 novembre 1813 à Hrochowteinitz et mort le 20 juillet 1896 à Sankt Gallen, est un géographe et chercheur alpin autrichien.

## Biographie
Initialement formé en tant que pharmacien, il étudie à partir de 1836 les sciences naturelles à l'Université de Vienne sous l'influence du botaniste Joseph Franz von Jacquin. En 1848, il devient conservateur au musée d'histoire naturelle de Klagenfurt et, l'année suivante, occupe le poste de géologue en chef à l'Institut géologique impérial de Vienne. En 1851, à l'Université de Vienne, il obtient la première chaire de géographie en Autriche. À ce titre, il mène des recherches dans les domaines de la glaciologie, de la climatologie, de la spéléologie, de l'écologie, de l'hydrologie, de la phytogéographie, etc.
À partir de 1840, il effectue des recherches géomorphologiques et glaciologiques dans les montagnes Dachstein. En septembre 1843, il est le premier à passer la nuit au sommet du Hoher Dachstein (2 995 m) ; en janvier 1847, il est le premier à réaliser une ascension hivernale du sommet,.
On lui attribue le mérite d'avoir été le premier à entreprendre des études météorologiques systématiques des Alpes orientales, semblables aux recherches qu'Horace Bénédict de Saussure avait menées dans les Alpes occidentales des années auparavant. Il est un pionnier dans le domaine de la limnologie ; en 1844, il dirige des sondages en profondeur du Hallstättersee, dont les résultats sont publiés des décennies plus tard dans l' Atlas der österreichischen Alpenseen (Atlas des lacs alpins autrichiens, édité par Albrecht Penck et Eduard Richter, 2 volumes, 1895–1996). Tout au long de sa carrière, il mène des enquêtes approfondies sur les profondeurs et les températures de tous les lacs du Salzkammergut.

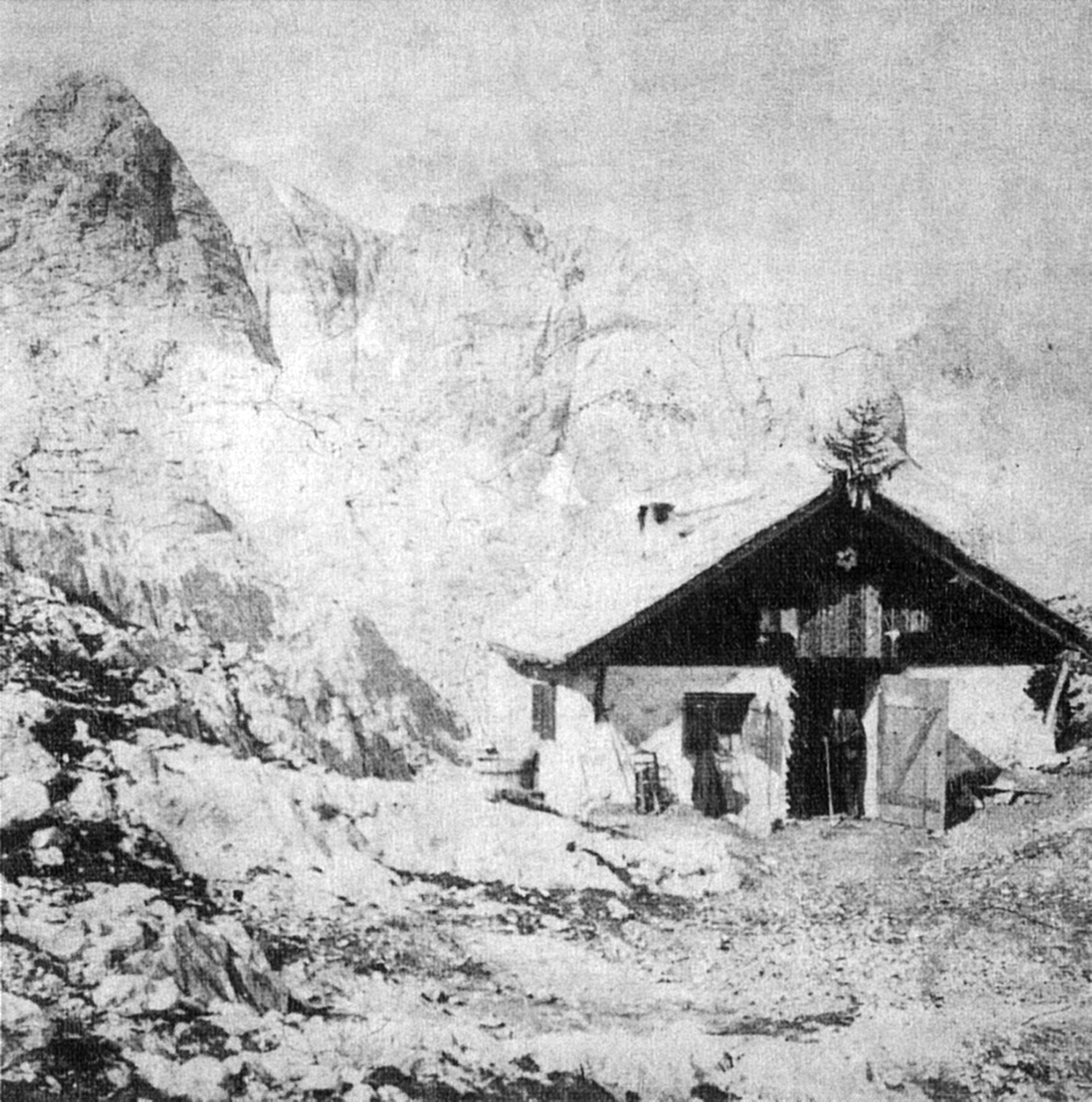
1877 photographie du premier Simony-Hütte.

En 1862, il co-fonde le Club alpin autrichien. Aujourd'hui, l'organisation possède un bâtiment connu sous le nom de Simony-Hütte à 2205 m, sous le Hoher Dachstein près du glacier Hallstätter. Son nom est également associé à plusieurs points de repère alpins, tels que : Simonykees (Simony Glacier), Simony-Scharte (Simony Notch), Simonyschneide (Simony Ridge) et Simonyspitzen (sommets Simony).

## Sélection d'ouvrages
- Die Seen des Salzkammergutes, 1850.
- Die Alterthümer vom Hallstätter Salzberg und dessen Umgehung, 1851.
- Physiognomischer Atlas der österreichischen Alpen, 1862.
- Die Gletscher des Dachsteingebirges, 1871.
- Das Dachsteingebeit: ein geographisches Charakterbild aus den österreichischen Nordalpen, 3 volumes, 1889–95)[5].